# Afrotricha relicta
Afrotricha relicta är en tvåvingeart som beskrevs av Edwards 1925. Afrotricha relicta ingår i släktet Afrotricha, ordningen tvåvingar, klassen egentliga insekter, fylumet leddjur och riket djur. Inga underarter finns listade i Catalogue of Life.